# Municipio de Euclid
El municipio de Euclid (en inglés: Euclid Township) es un municipio ubicado en el condado de Polk en el estado estadounidense de Minnesota. En el año 2010 tenía una población de 151 habitantes y una densidad poblacional de 1,64 personas por km².

## Geografía
El municipio de Euclid se encuentra ubicado en las coordenadas 47°58′41″N 96°40′36″O / 47.97806, -96.67667. Según la Oficina del Censo de los Estados Unidos, el municipio tiene una superficie total de 92.11 km², de la cual 92,11 km² corresponden a tierra firme y (0 %) 0 km² es agua.

## Demografía
Según el censo de 2010, había 151 personas residiendo en el municipio de Euclid. La densidad de población era de 1,64 hab./km². De los 151 habitantes, el municipio de Euclid estaba compuesto por el 97,35 % blancos, el 0,66 % eran amerindios y el 1,99 % eran de una mezcla de razas. Del total de la población el 3,31 % eran hispanos o latinos de cualquier raza.